# Andries du Plessis
Andries Stephanus du Plessis (né le 1er octobre 1910 à Germiston et décédé le 12 octobre 1979 à Krugersdorp) est un athlète sud-africain, spécialiste du saut à la perche. 

## Biographie
En 1934, il termine au pied du podium du concours de saut à la perche des Jeux de l'Empire Britannique ayant lieu à Londres. Lors de cette même édition, il participe aux séries du 120 yards haies. 
Il représente l'Afrique du Sud lors des Jeux olympiques d'été de 1936 à Berlin. Il décroche une 17e place avec une meilleure marque de 3,80 m. Deux ans plus tard, il remporte le concours de saut à la perche des Jeux de l'Empire Britannique en franchissant 4,11 m. 
Il est le fondateur d'une dynastie olympique familiale. Deux de ses fils, Fanie du Plessis et Marthinus du Plessis (en), un de ses petits-fils, Tjaart du Plessis (en), et une de ses arrières petites-filles, Renate du Plessis (en), deviendront des athlètes olympiques. 

## Palmarès
| Date | Compétition                  | Lieu    | Résultat | Épreuve          | Marque   |
| ---- | ---------------------------- | ------- | -------- | ---------------- | -------- |
| 1934 | Jeux de l'Empire Britannique | Londres | 4e       | Saut à la perche | 3,66 m   |
| 1934 | Jeux de l'Empire Britannique | Londres | Séries   | 120 yards haies  | Inconnue |
| 1936 | Jeux olympiques              | Berlin  | 17e      | Saut à la perche | 3,80 m   |
| 1938 | Jeux de l'Empire Britannique | Sydney  | 1er      | Saut à la perche | 4,11 m   |

## Records
| Épreuve          | Épreuve   | Marque | Lieu         | Date            |
| ---------------- | --------- | ------ | ------------ | --------------- |
| Saut à la perche | Plein air | 4,13 m | Johannesburg | 15 octobre 1938 |